# Georges Paillard
Georges Auguste Joseph Paillard (ur. 12 lutego 1904 w Sainte-Gemmes-d’Andigné, zm. 22 kwietnia 1998 w Angers) – francuski kolarz torowy i szosowy, trzykrotny medalista torowych mistrzostw świata.

## Kariera
Pierwsze sukcesy w karierze Georges Paillard osiągnął w 1923 roku, kiedy zwyciężył w dwóch szosowych wyścigach: Paryż – Dieppe oraz Rouen – Le Havre. Na rozgrywanych sześć lat później torowych mistrzostwach świata w Zurychu był najlepszy w wyścigu ze startu zatrzymanego zawodowców. Wynik ten powtórzył na mistrzostwach świata w Rzymie w 1932 roku, a podczas mistrzostw świata w Brukseli w 1930 roku był drugi w tej samej konkurencji, ulegając jedynie Niemcowi Erichowi Möllerowi. Ponadto w 1920 roku wystartował na igrzyskach olimpijskich w Antwerpii, gdzie odpadł w eliminacjach sprintu indywidualnego. Wielokrotnie zdobywał medale torowych mistrzostw Francji, w tym sześć złotych.